# 羽月友彦
羽月 友彦（はつき ともひこ 1970年7月29日 - ）は、日本中央競馬会 (JRA) 栗東トレーニングセンター所属の調教師。

## 経歴・人物
- 1970年7月29日、鹿児島県出身。
- 1995年に小林稔厩舎で厩務員となる。その後調教厩務員、石坂正厩舎で調教助手を務める。
- 2006年2月、調教師試験に合格し、調教師へ転身。1年間は技術調教師として修業。
- 2007年3月1日、湯浅三郎厩舎を受け継ぐ形で厩舎を開業した。
- 2007年4月8日、阪神競馬第10競走の梅田ステークスにおいて管理馬のワンダースピードが勝利し、厩舎開業初勝利を挙げた。
- 2008年4月27日、京都競馬第11競走の第13回アンタレスステークス (GIII) において管理馬のワンダースピードが勝利し、厩舎として初の重賞勝利を挙げた。

## 調教師成績
|            | 日付           | 競馬場・開催  | 競走名               | 馬名               | 頭数 | 人気 | 着順 |
| ---------- | -------------- | ------------- | -------------------- | ------------------ | ---- | ---- | ---- |
| 初出走     | 2007年3月10日  | 1回中京3日9R  | 4歳上500万下         | セフティーフリーズ | 16頭 | 11   | 11着 |
| 初勝利     | 2007年4月8日   | 2回阪神6日10R | 梅田S                | ワンダースピード   | 16頭 | 9    | 1着  |
| 重賞初出走 | 2007年4月28日  | 2回東京3日11R | 青葉賞               | マルカハンニバル   | 18頭 | 13   | 16着 |
| GI初出走   | 2007年11月24日 | 5回東京7日11R | ジャパンカップダート | ワンダースピード   | 16頭 | 11   | 9着  |
| 重賞初勝利 | 2008年4月27日  | 3回京都2日11R | アンタレスS          | ワンダースピード   | 16頭 | 7    | 1着  |

## おもな管理馬
※括弧内は当該馬の優勝重賞競走、太字はGI級競走。
- ワンダースピード （2008年アンタレスステークス、名古屋グランプリ、2009年平安ステークス、東海ステークス、2010年名古屋グランプリ）
- インカンテーション （2013年レパードステークス、2014年みやこステークス、2017年マーチステークス、武蔵野ステークス）
- サンライズホープ（2021年シリウスステークス、2022年みやこステークス）[1]